# Делл, Дороти
До́роти Делл-Гофф (англ. Dorothy Dell-Goff; 30 января 1915, Хаттисберг, Миссисипи, США — 8 июня 1934, Алтадина, Калифорния, США) — американская актриса немого кино, фотомодель и певица.

## Детство и юность
Дороти Делл-Гофф родилась в Хаттисберге, Миссисипи в семье артистов, занимавшей заметное место в обществе главным образом потому, что мать, Дороти, являлась потомком Джефферсона Дэвиса. Когда Дороти было 13 лет семья переехала в Новый Орлеан, Луизиана. Девочка хотела стать певицей, благодаря этому она познакомилась с композитором Уэсли Лордом и подписала контракт с радио. Позже она начала выигрывать в конкурсах красоты, в 1930 году в возрасте 17 лет завоевала титул «Мисс Новый Орлеан». В этом же году приняла участие в международном конкурсе красоты «International Pageant of Pulchritude», проводившемся в 1926—1935 годах в Техасе, и завоевала титул «Мисс Вселенная» (не путать с конкурсом «Мисс Вселенная», впервые организованным в 1952 году).

## Актерская карьера
После победы на конкурсе выступала в водевилеях, несмотря на более крупные предложения, поскольку незадолго до победы на конкурсе дала обещание своей подруге — певице Дороти Ламур — помочь стать знаменитой.
Проработав в качестве актрисы водевилей 32 недели, в 1931 году она переезжает в Нью-Йорк. Выступая на одном из благотворительных мероприятий, она привлекла внимание Флоренца Зигфелда, который организовал её появление на Бродвее в постановках «Безумства Зигфелда».
В декабре 1933 года Дороти переезжает в Голливуд и заключает контракт с Paramount Pictures. По контракту Дороти должна была сниматься в эпизодических ролях, однако на кастинге сумела обойти более именитых конкуренток и получить роль в фильме «Причал Ангела» (1934). Фильм был успешен, а Дороти получила благоприятные отзывы от критиков. Свою самую важную и заметную роль Дороти исполнила в фильме «Маленькая мисс Маркер» (1934), в котором Ширли Темпл исполнила роль девочки, оставленной отцом в залог бандитам.

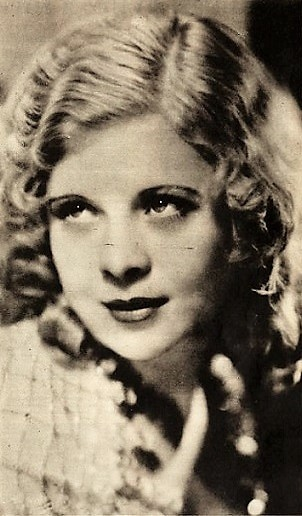
Дороти Делл. Фотография 1932 г.

Для своего следующего следующего фильма, «Не жалея сил» (1934) она исполнила балладу «With My Eyes Wide Open, I’m Dreaming», которая стала хитом. В 1934 она должна была исполнить свою первую главную роль в романтическом фильме «Сейчас и всегда», где одну из ролей должна была исполнить Ширли Темпл.

## Личная жизнь
Имя Дороти Делл часто появлялось в прессе в связи со слухами о её предполагаемом браке с певцом и актёром Рассом Коломбо, которые Дороти опровергала, провоцируя интерес к своей персоне.
Были слухи, что Дороти была помолвлена с 38-летним доктором Карлом Вагнером; согласно другим сведениям, она собиралась выйти замуж за карикатуриста Ната Карсона, с которым познакомилась, выступая в одной из танцевальных постановок. За неделю до смерти Дороти, Нат Карсон уехал работать в Лондон, сделав ей предложение по телефону. Делл планировала взять отпуск продолжительностью 6 месяцев, чтобы провести с ним медовый месяц.

## Смерть
В пятницу, 8 июня 1934 года, Делл согласилась на совместную поездку на машине в Пасадину вместе с 38-летним доктором Карлом Вагнером, который настаивал на том, что она должна отдохнуть между съёмками и познакомиться с его матерью. После этой встречи, они направились на ночную вечеринку в гостинице в Алтадине, Калифорния, после которой по дороге в Пасадину машина выехала с шоссе на скорости 80-100 км/ч и попала в аварию. Делл умерла на месте, Вагнер умер в больнице спустя 6 часов.
Согласно новостным сводкам, за день до смерти Делл размышляла: «Знаете, говорят, что смерти приходят и забирают сразу троих. Сначала она забрала Лилиан Тэшман, потом Лью Коди. Интересно, кто будет следующим?»
Делл была похоронена на кладбище Метаири в Новом Орлеане, штат Луизиана.
Дороти утверждала, что на протяжении своей жизни несколько раз чудом избегала смерти: в детстве едва не погибла от нападения собаки, в 1931 году во время работы над «Безумствами Зигфелда» она спаслась, отказавшись от приглашения на яхтенную вечеринку, во время которой произошёл взрыв. Несколько недель спустя она была тяжело ранена в автомобильной аварии и госпитализирована на два месяца. Были и другие несчастья.

## Память
Роль, которую Делл должна была исполнить в фильме «Сейчас и всегда», была исполнена Кэрол Ломбард, и стала одной из заметных ролей в начале её карьеры. Новость о смерти Дороти Делл долго скрывали от Ширли Темпл, и рассказали только во время съёмок эпизода, в котором девочка узнаёт об обмане отца. В эпизоде, когда Ширли кидается со слезами на кровать, девочка плакала по-настоящему, оплакивая смерть своей подруги Дороти.
Дороти Ламур, подруга детства Дороти Делл, называла её человеком, благодаря которому она начала свою карьеру в кино.

## Фильмография
| Год  | Название                | Оригинальное название | Роль                           | Примечание         |
| ---- | ----------------------- | --------------------- | ------------------------------ | ------------------ |
| 1932 | Свалить ответственность | Passing the Buck      |                                | эпизодическая роль |
| 1934 | Причал Ангела           | Wharf Angel           | Игрушка / Toy                  |                    |
| 1934 | Маленькая мисс Маркер   | Little Miss Marker    | Бэнглз Карсон / Bangles Carson |                    |
| 1934 | Не жалея сил            | Shoot the Works       | Лили Ракель / Lily Raquel      |                    |